# Dipartimento di Federal
Federal è un dipartimento argentino, situato nella parte settentrionale della provincia di Entre Ríos, con capoluogo Federal. Esso è stato istituito il 13 aprile 1849.

## Geografia fisica
Esso confina con i dipartimenti di San José de Feliciano, Federación, Concordia, San Salvador, Villaguay e La Paz.

## Società

### Evoluzione demografica
Secondo il censimento del 2001, su un territorio di 5.060 km², la popolazione ammontava a 25.055 abitanti, con un aumento demografico del 13,26% rispetto al censimento del 1991.

## Amministrazione
Nel 2001 il dipartimento comprendeva:
- 3 comuni (municipios in spagnolo):
  - Federal
  - Conscripto Bernardi
  - Sauce de Luna
- 9 centri rurali (centros rurales de población in spagnolo):
  - Nueva Vizcaya
  - El Cimarrón
  - Paso Duarte
  - Banderas
  - Santa Lucía
  - Arroyo del Medio
  - Distrito Diego López
  - Loma Limpia
  - El Gramiyal

Nel dicembre 2007 è stato creato il centro rurale di Arroyo Las Tunas.